# Mario Lopez
Mario Michael Lopez, Jr., född 10 oktober 1973 i San Diego, Kalifornien, är en amerikansk TV-programledare och skådespelare. Tillsammans med Layla Kayleigh är han programledare för America's Best Dance Crew på MTV.

## Filmografi (urval)
- 1988 – Colors
- 1989–1993 – Pang i plugget (TV-serie) (86 avsnitt)
- 1998–2000 – Pacific Blue (TV-serie) (44 avsnitt)
- 2003 – Pauly Shore Is Dead
- 2006 – Glamour (TV-serie) (60 avsnitt)
- 2006–2010 – Nip/Tuck (TV-serie) (åtta avsnitt)
- 2007 – Holiday in Handcuffs
- 2010 – Get Him to the Greek
- 2011 – Honey 2
- 2013 – Smurfarna 2 (röst)

## Fotnoter
1. ↑  Internet Broadway Database, Internet Broadway Database person-ID: 478323, läst: 9 oktober 2017.[källa från Wikidata]
2. ↑  MAK, PLWABN-ID: 9810669602005606.[källa från Wikidata]